# Bitka pri otoku James
Bitka pri otoku James je bil manjši spopad 14. novembra 1782, tik pred Charlestonom v Južni Karolini, med ameriškimi in britanskimi silami. Britanske čete so se premikale in se poskušale evakuirati. Da bi spodbudile britansko evakuacijo, so ameriške sile pod vodstvom Tadeusza Kościuszka poskušale iz zasede napadsti britanske čete pod poveljstvom Williama Danseyja, ki so sekale les; vendar so na britansko stran hitro pripeljali okrepitve in Kościuszkovi vojaki, ki so šteli 70 mož, so se bili prisiljeni umakniti.
Britanci so po prejemu okrepitev šteli več kot 300 vojakov in so številčno močno prekašali Američane. Ubitih je bilo več Američanov, vključno s stotnikom Williamom Wilmontom, zadnjim vojakom kontinentalne vojske, ki je padel v vojaški akciji v Karolinah. Poleg Wilmonta so Danseyjeve sile ugrabile tudi Williama Smitha, črnskega sužnja, ki je pomagal ameriškim četam med bitko in je nato v ujetništvu umrl. Ko se je spopad končal, so se preostale ameriške čete umaknile. Britanci so se kmalu umaknili iz regije, kar je pomenilo konec ameriške revolucionarne vojne.